# Lamprechtsofen
A Lamprechtsofen (más néven Lamprechtshöhle vagy Lamprechtsofenhöhle) egy évszázadok óta ismert barlang az osztrák Leoganger Steinberge hegységben, Salzburg szövetségi tartományban. A barlangot eddig 60 kilométer hosszan és 1727 méter mélyen sikerült feltárni, ezzel Ausztria legmélyebb barlangja, és a világon is az 5-6. helyet foglalja el a listán az éppen aktuális mérések eredményei alapján.

## Föld- és vízrajzi jellemzői
A barlang bejárata a Saalachtal völgyben található, közvetlenül a Pinzgauer Straße (B311) országút mentén, Lofer és Saalfelden am Steinernen Mee települések között, Obsthurn falu közelében.
A barlangrendszer függőleges kiterjedése több mint 1700 méter, míg hossza a 60 km-t is eléri. A Lamprechtsofen-barlangi patak a Leoganger Steinberge fő vízlevezető rendszere. A vízfestéses jelölési vizsgálatok kimutatták, hogy vízgyűjtő területe a Birnhornon lévő Ebersberg-karszton a legfelső részekig terjed, ahol 1998-ban 2296 méteres tengerszint feletti magasságban egy második bejáratot fedeztek fel. A Wieserloch, amely szintén a cirkuszvölgyben található, geológiailag hasonló, de vizét a Vorderkasergraben szorosa felé vezeti le, amely a Schidergraben mellékvölgye Obsthurn közelében. A Lamprechtsofen-karsztforrás vízhozama télen mindössze 10 l/s körül alakul, nagyvizek idején, különösen hóolvadás után és felhőszakadáskor akár több mint 1000 l/s-ot is mértek már, míg a teljes rendszer téli vízhozama óránként 33 köbméter körüli, a hóolvadás idején viszont 330. A barlangban a levegő hőmérséklete egész évben 4-6 °C körül alakul.
A barlang 1998-ban feltárt új szakaszával átvette a világ legmélyebb barlangja címet, ám azt mindössze 3 évvel később elhódította a grúziai Kruber-barlang.

## Történelme és feltárása

### Nevének eredete
Az Ofen (eredeti német jelentése tűzhely) szó több földrajzi jelentéssel is bír, régebben bányavágatot is jelentett, ám Salzburg környékén egykor ezt a barlangok általános megnevezésére is használták. (Valószínűleg Buda is ilyen módon kaphatta egykori német nevét.) Az előtag pedig a legendabeli Lamprecht lovagra utal, akinek egykori vára ebben a völgyben állt. A keresztes hadjáratokból zsákmányolt kincseit két lánya örökölte, tőlük azonban elrabolták azt, és a barlangba rejtették el. A Lamprechtsofen név valódi jelentése tehát Lamprecht barlangja.

### Korai történelme
A Lamprechtsofen évszázadokon át a kincsvadászok célpontja volt, akik azt gyanították, hogy Lamprecht lovag kincseit itt rejtették el. A bejárathoz közeli folyosókon és termekben talált korai csontvázak arról tanúskodnak, hogy néhányan közülük életüket vesztették a kutatás során. A kincsvadászat miatt még az érseki hatóságokat is értesíteni kellett. A saalfeldeni esperes, Jakob Zäller 1722-ben felkérte a világi hatóságokat, hogy gondoskodjanak arról, hogy a barlangot a közeljövőben teljesen befalazzák. Ez 1723-ban meg is történt, de a kincsvadászoknak így is sikerült újra és újra bejutniuk. 1833-ban v. Ferchl erdész szemlét tartott a barlangban. Hogy könnyebben megtalálják a visszaútvonalat, egy zsineget fektetett le és elkészítette az első vázlatokat.

### Modern kutatások
A Lamprechtsofenloch tudományos feltárása 1878-ban kezdődött Anton von Posselt-Czorich (1854-1911) barlangkutató munkásságával.
A 20. század elején a salzburgi Landesverein für Höhlenkunde tagjai először szisztematikusan feltárták és felmérték a Lamprechtsofent. 1899-ben a Deutscher und Österreichischer Alpenverein egyesületének passaui szekciója bérbe vette a barlangot, és 1904-ben kutatóházat építettek a barlang előtt. 700 métert a barlangból a nagyközönség számára is hozzáférhetővé tettek, és 1905. július 30-án megnyitották a kiállítási részt. Akkoriban szenzációnak számított a 280 színes izzóval működő elektromos világítás. Az ehhez szükséges áramot egy kis erőműből nyerték, amely a Stainerhalle felső végénél, a barlangi patak kis gátja alatt 52 méterrel egy kis szivattyúcsővel volt felszerelve. A barlangot aztán 1974-75-ben rákapcsolták a közüzemi elektromos hálózatra. Lofer polgármestere, Johann Stainer († 1937) támogatta a további feltárást, és a Stainerhalle termet róla nevezték el.
Sokáig a Bocksee, egy szifon tó képezte a megközelíthető terület végét. Csak 1962-ben sikerült a Salzburgi Barlangászegyesület búvárainak leküzdeniük ezt az akadályt. A barlang további feltárása érdekében először a Bocksee szifonjának mennyezetét robbantották le. Mivel azonban a beavatkozás megváltoztatta a barlang klímáját, a szifont később újraépítették, és egy rövid, lezárható alagúttal megkerülték.
A következő évtizedekben számos expedíció során a barlang több új részét fedezték fel, tárták fel és mérték fel. Ez egyre nagyobb technikai kihívásnak bizonyult, mivel a Lamprechtsofen bejárata szinte a barlang legalacsonyabb pontja, és onnan többnyire felfelé vezet az út. Számos falépcsőt, szakadékot és aknát kell alulról leküzdeni, néhány tavon és patakon való átkeléshez felfújható csónakokra van szükség, a szifonok leküzdéséhez pedig búvárfelszerelésre. A Lamprechtsofen a bejárattól mért több mint 1000 méteres szintemelkedésével a világ legmagasabb barlangjának számított. A végpontokat csak többnapos túrákkal lehetett megközelíteni, ami a további kutatásokat megnehezítette, különösen a fáradságos anyagszállítás miatt. Ezért úgy döntöttek, hogy a Leoganger Steinberge fennsíkjáról keresnek egy második bejáratot. Az 1990-es években elsősorban lengyel kutatócsoportok többhetes expedíciókkal igyekeztek egy ilyen bejáratot megtalálni, ennek során több tucat expedíciót indítottak a cél érdekében. 1998-ban az Andrzej Ciszewski vezette lengyel csapat az Ebersbergkaron sikerrel találta meg a második bejáratot. Több mint 1600 méteres magasságkülönbségével a Lamprechtsofen 2001-ig a világ legmélyebb barlangjának számított. A felülről történő átmászás több napot vesz igénybe, és a felszerelt kötelek ellenére nehéz és veszélyes. A kutatás még nem fejeződött be.

## Turizmus
Mmintegy 700 méternyi járatot nyitottak meg bemutatóbarlangként a turisták számára. A barlang a nyári hónapokban (májustól októberig) naponta látogatható. A tapasztalt látogatók számára többórás vezetett túrákat is kínálnak előzetes bejelentkezés alapján a barlang nyitvatartási idején kívül, valamint a barlang zárva tartásának hónapjaiban.
A Kancellár-barlangban, a bemutatóbarlang közepén egy kapu vezet át a felfedező részlegbe. A látogatói részleg végén egy zárt kapu enged betekintést a barlang mélyébe. A barlangrendszer a tavak, vízesések és szurdokok változatossága miatt a szakértők szerint rendkívül vonzó. A felfedező rész jellemzően télen látogatható, amikor a vízszint alacsonyabb, ami megkönnyíti a haladást. A legnagyobb részek csak fagyos időben fedezhetők fel, mivel sok járatot heves esőzésekkor vagy a hóolvadáskor teljesen elönthet a bezúduló víz. A barlang bejáratánál egy fogadó is várja a vendégeket.

## Balesetek
Mivel a barlang már évszázadok óta ismert, így az ott történt számos baleset dokumentálása is régre nyúlik vissza. Az alacsony átjáró (szifon), amely egy kicsit beljebb található a bejáratnál, könnyen elzáródhat, amikor a vízszint megemelkedik a heves esőzések során. Ez már többször megakadályozta az emberek kijutását a barlangból. Legkésőbb 2016 óta a barlangban egy vészmenedéket alakítottak ki takarókkal, némi ellátmánnyal és egy segélyhívó telefonnal az ilyen esetekre.
- 1723-ban a bejáratot egy időre befalaztatta a Hercegérsekség, miután egyre több halálos baleset történt, de a kincskeresők és kalandorok így is bejutottak a barlangba.
- A 18. században 14 emberi csontvázat találtak, és a lelőhelyeket keresztekkel jelölték meg.
- 1991. január 4-én egy jól felszerelt nürnbergi barlangkutató expedíció csapdába esett a barlangban lévő víz miatt. Egy 17 fős mentőcsapat két búvárral a három férfit és egy nőt biztonságba helyezte.
- 1998. szeptember 5-én 16 ember - köztük hat gyermek - rekedt benn a gyorsan emelkedő víz miatt, akik késő este a mentőkkel együtt sikeresen kijutottak.
- 2013. augusztus 28-án egy hasonló esetben 26 vendég - köztük hat gyermek - öt órán keresztül rekedt benn.
- 2002. június 29-én egy 62 éves nő elesett és összetörte magát, amikor a magas víz ellenére megpróbálta elérni a kijáratot. A német nyaralócsoport, amelyhez a nő tartozott, este el tudta hagyni a barlangot[9]
- 2016. augusztus 5-én számos barlanglátogató jutott, amikor a vízszint emelkedni kezdett, és egy 7 éves fiút sértetlenül kimosott a víz. Hét ember közel négy órán át a barlangban rekedt.[10] Körülbelül két órával azután, hogy 15:22-kor riasztották a barlangi mentőcsapatot, a víz eléggé visszahúzódott ahhoz, hogy a barlangi mentők juthassanak. További két órával később az átázott, hipotermiás emberek kijutottak az elárasztott barlangból, amely már csak térdig ért, és a gyerekeket is sikerrel kihozták. A barlang bejáratánál lévő vendéglátós a riasztás előtt egy ideig nem engedett be további látogatókat a veszélyessé vált barlangba. A csapdába esett emberek nem fedezték fel a barlangban lévő segélyhívó telefont, így nem használták azt.[11]
- 2022. február 17-én egy lengyelországi barlangkutatókból álló, regisztrált expedíciónak az olvadékvíz emelkedése miatt rekedt benn. A korai figyelmeztető rendszer ellenére a három férfi, akik reggel bementek a barlangba, nem tudott időben visszatérni a barlang bejáratához. A barlangi mentőbúvárok másnap léptek kapcsolatba velük. A korábbi félelmekkel ellentétben azonban a mentés nem tartott több napig, mivel az olvadékvíz szintje nagyon gyorsan lecsökkent, és a férfiak búvárfelszerelés nélkül át tudtak jutni a szifonszerű szűk járaton. Február 18-án az éjszakai órákban mindhárman enyhén hipotermiás állapotban, de sértetlenül hagyták el a barlangot.[12][13]

## Fordítás
- Ez a szócikk részben vagy egészben  a   Lamprechtsofen című német Wikipédia-szócikk ezen változatának fordításán alapul.  Az eredeti cikk szerkesztőit annak laptörténete sorolja fel. Ez a jelzés csupán a megfogalmazás eredetét és a szerzői jogokat jelzi, nem szolgál a cikkben szereplő információk forrásmegjelöléseként.